# Vrísa
Vrísa är en ort i Grekland.   Den ligger i prefekturen Nomós Lésvou och regionen Nordegeiska öarna, i den östra delen av landet, 240 km nordost om huvudstaden Aten. Vrísa ligger 45 meter över havet och antalet invånare är 617. Den ligger på ön Lesbos.
Terrängen runt Vrísa är huvudsakligen kuperad, men åt sydväst är den platt. Havet är nära Vrísa söderut.  Närmaste större samhälle är Polichnítos, 4,9 km norr om Vrísa. 